# 旧仓街
旧仓街是位於中國上海市黃浦區一條南北走向道路，道路北起人民路，南至大境路。道路全长329米。
道路所在地原本是河流和倉庫。1836年有人在旧仓街舊址建造了谷倉，又叫社倉。1842年，人們在倉庫內儲存火药，后來火药爆炸，仓库焚毁。人們之後又在倉庫舊址建造了硝磺局，又称硝磺库。1910年河流被填埋並且修路。旧仓街路名就來源自當地的倉庫。